# Discepoli di `Abdu'l-Bahá
I discepoli di 'Abdu'l-Bahá furono diciannove bahá'í occidentali che si distinsero particolarmente nella diffusione e nella difesa della Religione bahai e che per ciò furono designati con tale appellativo da Shoghi Effendi, il custode della Fede bahai.
Shoghi Effendi chiamò questi particolari discepoli anche "Araldi del patto".

## I discepoli di 'Abdu'l-Bahá
- John E. Esslemont
- Thornton Chase
- Howard MacNutt
- Sarah Farmer
- Hippolyte Dreyfuss-Barney
- Lillian Kappes
- Robert Turner
- Dr. Arthus Brauns
- Lua Getsinger
- Joseph Hannan
- Chester I. Thatcher
- Charles Greenleaf
- Mrs. J. D. Brittingham
- Mrs. Thornburgh
- Helen S. Goodall
- Arthur P. Dodge
- William H. Hoar
- Dr. J. G. Augur
- William Randall